# Rivière Wessonneau
Pour les articles homonymes, voir Wessonneau.
La rivière Wessonneau coule généralement vers le nord-est sur la rive nord du fleuve Saint-Laurent, en Mauricie, au Québec, au Canada, sur la rive ouest de la rivière Saint-Maurice. Le cours de cette rivière traverse :
- la ville de La Tuque : canton de Baril et canton de Turcotte ;
- la municipalité régionale de comté (MRC) de Mékinac : territoire non organisé du Lac-Normand (canton de Livernois, canton de Normand, canton de Polette et l'ex-territoire de la seigneurie de Batiscan).

Le bassin versant de cette rivière est administré par :
- le Zec Wessonneau pour la partie nord du bassin ;
- le Zec du Chapeau-de-Paille et du Zec du Gros-Brochet, lesquels sont situés dans la partie ouest du bassin versant ;
- la Réserve faunique du Saint-Maurice, située au sud de la rivière Wessonneau.

La foresterie a été la principale activité économique de ce secteur. Les activités récréo-touristiques arrivent en second plan. La surface de l'eau est normalement gelée de novembre à avril.

## Géographie
La rivière Wessonneau prend sa source au lac Travers (altitude de 368 m) qui chevauche la limite du Canton de Livernois et du Canton de Normand, au nord-ouest du lac Livernois. Le lac Travers est alimenté par les décharges de quelques lacs (du côté nord-ouest) dont Harrow et Sidecamp. L'embouchure du lac Travers est situé à l'est au fond d'une longue baie. Puis la rivière coule vers le nord-est jusqu'à un petit lac qu'elle traverse. Ce dernier se décharge vers le nord où la rivière coule alors vers le nord-ouest jusqu'au lac du Barrage (368 m) que la rivière traverse également.
De là, la rivière se décharge dans le lac du Fou (altitude de 367 m) qui s'étire vers le sud-est et que la rivière traverse sur toute sa longueur. L'embouchure du lac est au sud-est et le courant descend alors vers le sud, puis bifurque vers le sud-est en passant entre des montagnes, puis dans une petite vallée.
Dans cette vallée, la rivière traverse le lac Soucis (altitude de 323 m), en se dirigeant vers le sud-est, traverse un détroit pour aboutir dans le lac Tousignant (altitude de 323 m). L'embouchure de ce lac est situé au nord-est. Puis la rivière traverse les "Rapides des Sept Portages" en se dirigeant vers le Lac Wessonneau.
Provenant du sud-ouest, la rivière Wessonneau se déverse dans la rivière Saint-Maurice à 500 m en aval du pont Gaston-Fortin, construit en 1980 pour enjamber la rivière Saint-Maurice. Son embouchure est situé en face du hameau Rivière-aux-Rats, lequel est du côté est de la rivière Saint-Maurice, à 29,5 km (par la route 155) au sud du Centre-ville de La Tuque. L'altitude des eaux à la confluence est à 121 m. Dans son bassin hydrographique, le relief montagneux atteint jusqu'à 381 m.
L'embouchure de la rivière Wessonneau Nord se déverse dans la rivière Wessonneau à environ 10,2 km de l'embouchure de cette dernière. Tandis que l'embouchure de la rivière Wessonneau du Milieu se déverse dans la rivière Wessonneau Nord à environ 5,3 km de l'embouchure de cette dernière. À partir du pont Gaston-Fortin, un embranchement de la route se dirige vers l'ouest en suivant le parcours de la rivière Wessonneau, par la rive nord. À partir du pont, sur trois kilomètres, de hautes montagnes bordent le côté nord de la route.
Le transport du bois par flottaison sur la rivière Wessonneau avait débuté vers le milieu du XIXe siècle, à la suite d'attribution de coupes forestières par le gouvernement du Québec. Le bois flottant empruntait le cours de la rivière Saint-Maurice pour rejoindre les moulins à papier en aval, soient Grand-Mère (Consolidated Bathurst), Shawinigan (Belgo) et Trois-Rivières (Wayagamac, Kruger et C.I.P.).

## Toponymie
Le toponyme rivière Wessonneau était déjà en usage au XIXe siècle. L'origine du toponyme n'est pas encore établie. Wesson s'avère un patronyme de famille d'origine anglophone. Ce terme se retrouve dans plusieurs noms de sociétés américaines, mettant en évidence le patronyme de famille d'un des fondateurs.
Le toponyme rivière Wessonneau a été inscrit officiellement le 5 décembre 1968 à la Banque des noms de lieux de la Commission de toponymie du Québec.